# ملعب مختار عبد اللطيف
ملعب مختار عبد اللطيف هو ملعب لكرة القدم يقع في بلدة الجزائرية بوسعادة. هو موقع تدريب نادي أمل بوسعادة الذي يلعب في الدوري الجزائري الدرجة الثانية 